# تویان درای
تویان درای (انگلیسی: Tevian Dray؛ زاده ۱۷ مارس ۱۹۵۶) یک دانشمند اهل  ایالات متحده آمریکا است. 